# Antho involvens
Antho involvens är en svampdjursart som först beskrevs av Schmidt 1864.  Antho involvens ingår i släktet Antho och familjen Microcionidae. Inga underarter finns listade i Catalogue of Life.